# Кенеди (връх)
Вижте пояснителната страница за други значения на Кенеди.
Връх Кенеди (на английски: Mount Kennedy) се издига в планините Сейнт Елаяс (които включват и връх Логан) в националния парк Клуан в Юкон, Канада. Върхът с височина 4250 – 4300 м се намира на 10-на км от Югоизточна Аляска (изв. като Alaska Panhandle, „дръжката на тигана Аляска“). Ледникът Дъсти глейшър се простира северно от върха.
След убийството на американския президент Джон Ф. Кенеди върхът е най-високият неизкачен все още в Северна Америка и е наименуван в негова чест.
Връх Кенеди е изкачен за пръв път през 1965 г. от Робърт Кенеди заедно с отряд опитни алпинисти, спонсорирани от Националното географско дружество и водени от Джим Уитакър. Участници в групата са и тогавашният конгресмен от Аризона Джордж Сенър (1924 – 2003 г.) и известният алпинист Дий Моленаар.